# Kolbeinsey
Kolbeinsey ([ˈkʰɔlˌpeinsˌeiː] ; deutsch „Kolbeinns Insel“) ist ein vulkanischer Felsen 105 km nördlich der isländischen Nordküste und 74 km nordnordwestlich der Insel Grímsey. Die Insel bildet bei 67° 08′ N den nördlichsten Punkt Islands. Sie ist schwerer Wellenerosion ausgesetzt und könnte in naher Zukunft völlig verschwinden. Nach ihr ist der Kolbeinseyrücken, der nördlich an Island anschließende Abschnitt des Mittelatlantischen Rückens, benannt. Kolbeinsey ist der einzige Ort, an dem dieser unterseeische vulkanische Gebirgszug die Meeresoberfläche durchbricht.

## Geschichte

### Entstehung und Vulkanismus
Die Insel Kolbeinsey entstand durch einen unterseeischen Vulkanausbruch ähnlich dem von Surtsey. Ihr genaues Alter steht nicht fest, vermutlich bildete sie sich im späten Pleistozän oder im frühen Holozän. Ursprünglich war es eine recht große Insel mit einem Schildvulkan auf Kissenlaven und Palagonitschichten. Der noch existierende Rest besteht aus Basalt.
Die letzten bekannten Vulkanausbrüche auf dem Kolbeinsey-Rücken waren 1372 und 1755.
In und um Kolbeinsey ereignen sich immer wieder Erdbeben.

### Historischer Hintergrund
Die Insel war im mittelalterlichen Island so bekannt, dass sie sowohl im Landnahmebuch als auch in einer der Isländersagas aus dem 14. Jahrhundert erwähnt wird.
Diesen Quellen zufolge wurde Kolbeinsey nach Kolbeinn Sigmundarsson benannt, dem ersten Siedler im Kolbeinsdalur im Bezirk Skagafjörður in Nordisland. Demnach war Kolbeinn über die politischen Umstände seines Landes so erzürnt, dass er sich in ein Boot setzte und gen Norden segelte, aber an jenem Felsen nördlich von Grímsey Schiffbruch erlitt, wo er schließlich den Tod fand.
Zu Beginn des 17. Jahrhunderts sandte Guðbrandur Þorláksson, der damalige Bischof von Hólar, Männer auf eine abenteuerliche Reise zu dieser Insel, u. a. um sie zu vermessen. Dies wird z. B. in einer Ballade von der Mitte des 17. Jahrhunderts geschildert.

### Erosion und Rettungsversuche
Die ursprüngliche Größe der Insel ist unbekannt. Als sie erstmals im Jahre 1616 vermessen wurde, betrug ihre Größe noch 700 m Nord-Süd und 100 m Ost-West. Bis 1903 hatte sich die Größe bereits um die Hälfte verringert.
Im August 1985 verzeichnete man eine Ausdehnung von 39 m Durchmesser. Der höchste Punkt lag damals 8 m über dem Meeresspiegel. Die Tatsache, dass die Insel dem isländischen Staat etwa 9400 km² territoriale Fischgründe hinzufügt, gibt allen Anlass, die nachweislich anfällige Beschaffenheit des Felsens in ihrem jetzigen Zustand umfassend zu sichern. So wurde, um der Erosion vorzubeugen, unter anderem die Errichtung einer Stahlwand vorgeschlagen. Auf der Insel wurde 1989 ein Hubschrauberlandeplatz aus Beton errichtet, um der Erosion entgegenzuwirken. Aus Daten zur Erosionsrate aus dem Jahr 1994 wurde prognostiziert, dass die Insel um das Jahr 2020 komplett verschwunden sein würde. Die Größe der Insel betrug zu Beginn des Jahres 2001 nur noch 90 m². Im März 2006 gab die Isländische Küstenwache bekannt, dass der Landeplatz nicht mehr benutzbar war, da große Teile aufgrund der Abtragungskräfte in das Meer gestürzt sind.
Im Juni 2013 wurde berichtet, dass die Insel zweigeteilt worden ist. Die westliche Insel maß 29 × 12,4 Meter und war 3,8 Meter hoch. Die östliche maß 21 × 14,6 Meter und war 4 Meter von der westlichen entfernt.
Der YouTuber Tom Scott überflog die Insel im Sommer 2020 und konnte bestätigen, dass zumindest bei Niedrigwasser noch beide Teile aus dem Wasser ragen.
Im April 2021 vermaß die Isländische Küstenwache die Insel. Beide Teile waren noch vorhanden, maßen jedoch lediglich 20 × 14,5 Meter in ihrer Gesamtausbreitung.